# Fantasy-Jahr 1966
Übersicht

◄◄ | ◄ | 1962 | 1963 | 1964 | 1965 | Fantasy-Jahr 1966 | 1967 | 1968 | 1969 | 1970 | ► | ►►

Weitere Ereignisse

## Ereignisse
- Die Filmbewertungsstelle Wiesbaden verlieh der Produktion Die Nibelungen, 1. Teil – Siegfried das Prädikat wertvoll

## Neuerscheinungen Literatur
| Deutscher Titel                   | Deutschsprachiges Erscheinungsjahr | Originaltitel               | Autor                                 | Anmerkungen |
| --------------------------------- | ---------------------------------- | --------------------------- | ------------------------------------- | ----------- |
| Taran und die Zauberkatze         | 1972                               | The Castle of Llyr          | Lloyd Alexander                       | Rezension   |
| Thongor und die Stadt der Drachen | 1980                               | Thongor and the Dragon City | Lin Carter                            |             |
| Welten wie Sand                   | 1968                               | The Gates of Creation       | Philip José Farmer                    |             |
| Conan der Abenteurer              | 1983                               | Conan the Adventurer        | Robert E. Howard & L. Sprague de Camp |             |
| Gor – die Gegenerde               | 1973                               | Tarnsman of Gor             | John Norman                           |             |

## Neuerscheinungen Filme
| Deutscher Titel                     | Deutschsprachiges Erscheinungsjahr | Originaltitel           | Regie           | Anmerkungen        |
| ----------------------------------- | ---------------------------------- | ----------------------- | --------------- | ------------------ |
|                                     |                                    | Alice in Wonderland     | Jonathan Miller | Britischer TV-Film |
| Eine Million Jahre vor unserer Zeit | 1966                               | One Million Years B. C. | Don Chaffey     |                    |
| Die Nibelungen, 1. Teil – Siegfried | -                                  | -                       | Harald Reinl    |                    |

## Geboren
- Mark Anthony
- Dawn Cook
- Kristin Falck
- Kate Forsyth
- Bernhard Hennen
- Mark Robson